# 西風槽
高空西風帶的高空冷心低氣壓出現槽線時，就是西風槽。西風槽是冷性和斜壓，槽中有強正渦，槽前地面常有隨溫帶氣旋的發展，槽後地面則形成反氣旋。西風槽在經過青藏高原會分開北支槽和南支槽，南支槽如果東移至離開高原，便會在雲南附近形成低壓區，這就是西南渦，西南渦通常會伸出低壓槽為華南帶來有雨的天氣。西風槽東移時也令副熱帶高氣壓東退，令熱帶氣旋轉向東北移動。